# Приходько Роман Миколайович
Роман Миколайович Приходько — підполковник Збройних сил України, учасник російсько-української війни, що відзначився під час російського вторгнення в Україну у 2022 році.
У 2019 році обіймав посаду командира танкового взводу 1-ї окремої танкової бригади

## Нагороди
- Орден «За мужність» III ступеня (2022) — за особисту мужність і самовіддані дії, виявлені у захисті державного суверенітету та територіальної цілісності України, вірність військовій присязі[2][3][4].